# San José de los Pozos, Sonora
San José de los Pozos är en ort i Mexiko.   Den ligger i kommunen Bacerac och delstaten Sonora, i den nordvästra delen av landet, 1 500 km nordväst om huvudstaden Mexico City. San José de los Pozos ligger 2 054 meter över havet och antalet invånare är 132.
Terrängen runt San José de los Pozos är kuperad, och sluttar norrut.  Trakten runt San José de los Pozos är nära nog obefolkad, med mindre än två invånare per kvadratkilometer. Närmaste större samhälle är Altamirano, 10,4 km nordost om San José de los Pozos. I omgivningarna runt San José de los Pozos växer huvudsakligen savannskog.